# Bồ nông trắng lớn
Bồ nông chân hồng hay lềnh đềnh chân hồng (danh pháp hai phần: Pelecanus onocrotalus) là loài chim thuộc họ Bồ nông (Pelecanidae). Bồ nông chân hồng phân bố từ đông nam châu Âu đến châu Á và châu Phi trong các đầm lầy và các hồ nông.

## Mô tả
Bồ nông chân hồng là loài chim lớn với khối lượng khoảng 10 kg (22 lbs), dài khoảng 160 cm (63 in) và sải cánh khoảng 280 cm (110 inch). Nó khác với bồ nông Dalmatia, loài bồ nông duy nhất to lớn hơn, ở chỗ nó có bộ lông trắng tinh, trong khi loài kia là bộ lông trắng xám, vệt màu hồng xung quanh mắt và đôi chân màu hồng. Chim trống to hơn chim mái, và có mỏ dài cong xuống phía dưới, trái với mỏ ngắn hơn và thẳng hơn ở chim mái. Chim chưa thuần thục có bộ lông màu xám và các lông bay sẫm màu. Khi bay nó là loài chim bay vút lên trông tao nhã, với đầu giữ gần và sắp thẳng hàng với thân bởi đoạn cổ uốn cong xuống dưới. Ở điều kiện sinh sản thì chim trống có lớp da màu hồng trên mặt còn chim mái thì có lớp da màu da cam.
Bồ nông chân hồng thích nghi tốt với kiểu sống của thủy cầm. Đôi chân mập và ngắn cùng các ngón chân có màng bơi đẩy nó bơi trong nước và hỗ trợ cho sự cất cánh khá vụng về từ mặt nước. Tuy nhiên, một khi đã ở trong không trung thì những con bồ nông cánh dài lại là chim bay khỏe, và thường bay thành các nhóm tạo thành hình chữ V đẹp mắt. Túi của bồ nông đơn giản chỉ là một cái muỗng. Khi bồ nông thúc cặp mỏ xuống nước, thì mỏ dưới mở ra, tạo thành một túi lớn chứa nước và cá. Khi con chim ngẳng đầu lên thì túi co lại, đẩy nước ra nhưng giữ lại cá. Mỗi nhóm gồm 6 tới tám con bồ nông chân hồng sẽ đi kiếm ăn cùng nhau, tạo thành đội hình hình móng ngựa. Chúng đồng thời cùng nhau nhúng mỏ xuống nước, tạo thành một vòng các túi mở, sẵn sàng bắt mọi con cá có trong khu vực đó. Một lượng lớn những con bồ nông này sinh sản cùng nhau thành bầy. Bồ nông mái đẻ 2 tới 4 trứng. Khu vực làm tổ thay đổi tùy từng quần thể, với một vài quần thể làm các tổ bằng cành cây trên cây, trong khi các quần thể khác, như ở châu Phi, lại chỉ làm tổ trong các hố trũng trên mặt đất, lót tổ bằng cỏ, cành cây, lông chim và các vật liệu khác. Cả chim bố lẫn chim mẹ cùng chăm sóc chim con.

## Phân bố và môi trường sống

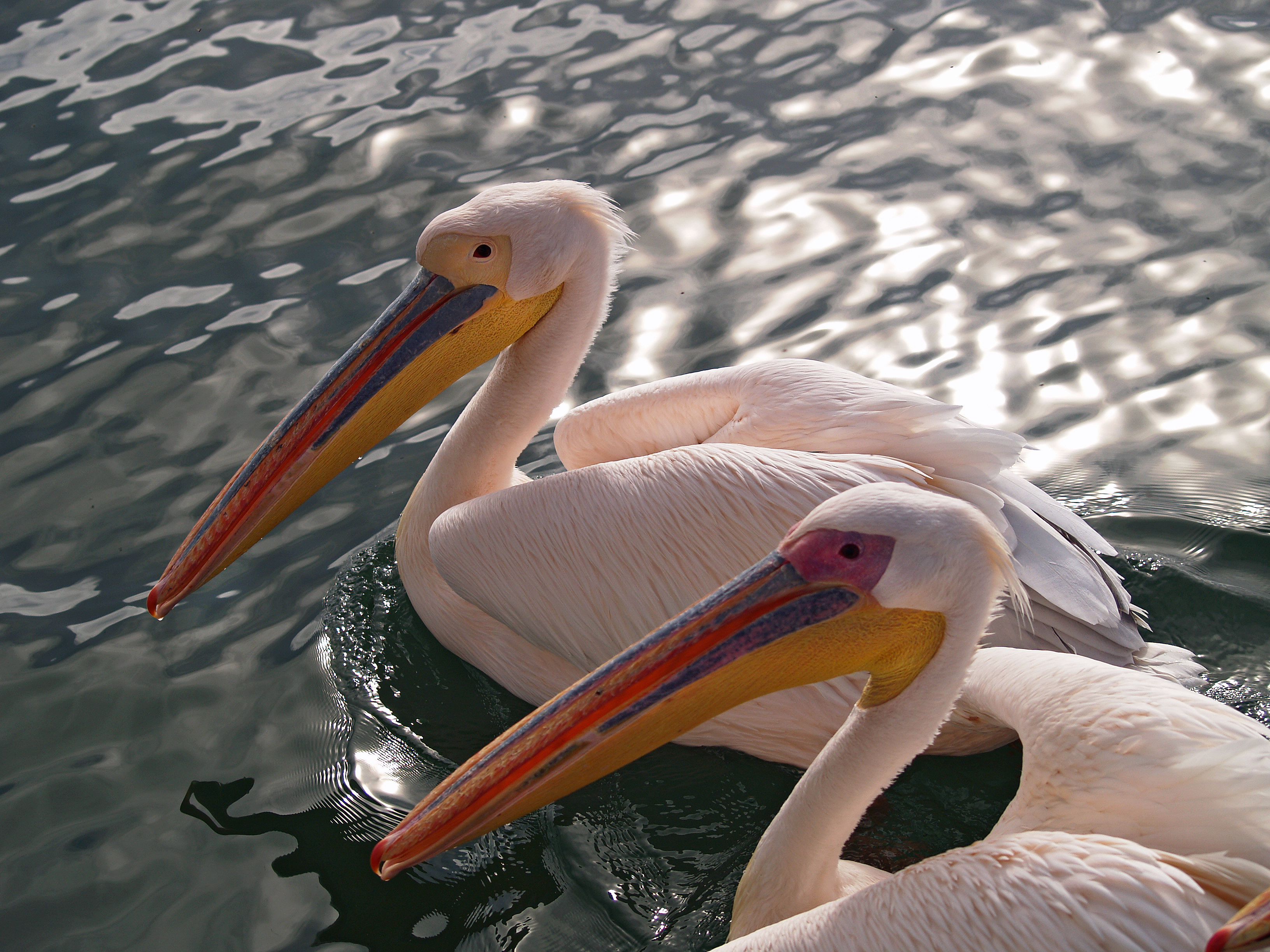
Một đôi bồ nông được nuôi ở Namibia

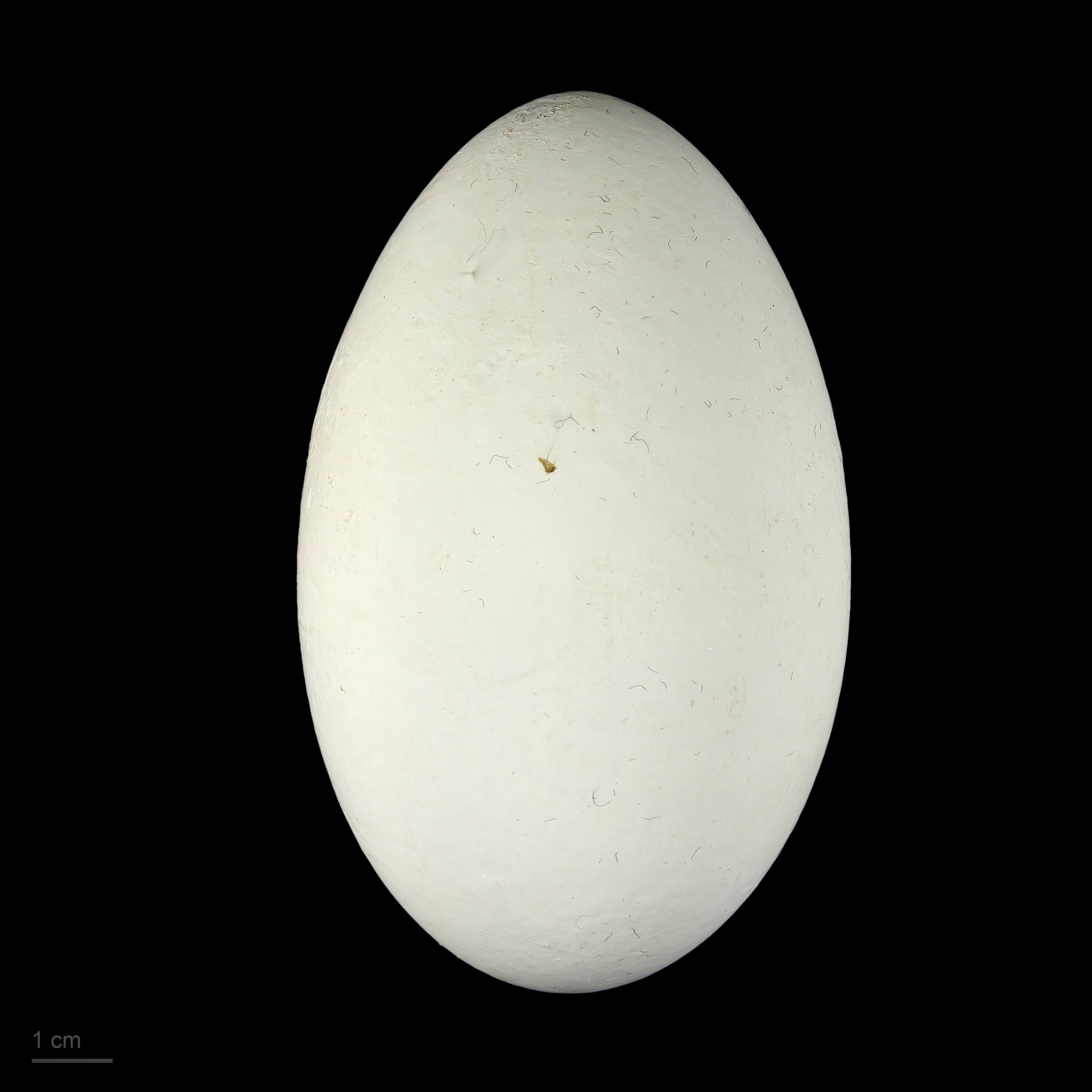
Pelecanus onocrotalus

Các nhóm phân bố rải rác khá đều từ miền đông Địa Trung Hải tới Việt Nam và về phía nam tới Nam Phi. Các quần thể không di trú được tìm thấy quanh năm tại châu Phi, phía nam sa mạc Sahara mặc dù chúng chủ yếu sinh sống gần các khu vực duyên hải và cửa sông và xung quanh các hồ nước rất lớn trong nội địa. Các quần thể di cư được tìm thấy từ Đông Âu tới Kazakstan trong mùa sinh sản và từ đông bắc châu Phi qua Iraq tới miền bắc Ấn Độ trong mùa đông. Trên 50% số lượng bồ nông chân hồng sinh đẻ trong khu vực đồng bằng châu thổ sông Danube tại România.

## Tập tính
Thức ăn của bồ nông chân hồng chủ yếu là cá. Mỗi con bồ nông cần khoảng 1,4 kg cá mỗi ngày. Điều này tương ứng với khoảng 28.000 tấn cá mỗi năm cho quần thể lớn nhất tại hồ Rukwa ở Tanzania, với gần 75.000 con bồ nông chân hồng. Tuy nhiên, bồ nông chân hồng không chỉ ăn mỗi cá, mà thường là những kẻ kiếm ăn cơ hội. Trong một số tình huống, chúng còn ăn cả chim non của các loài chim khác, như trường hợp đã được ghi nhận tại vùng duyên hải tây nam Nam Phi. Tại đây, những con bồ nông đang mùa sinh đẻ từ quần thể đảo Dassen săn những con chim non tới 2 kg từ quần thể chim điên Cape (Morus capensis) trên đảo Malgas. Bồ nông chân hồng cũng ăn cả động vật giáp xác, nòng nọc và thậm chí cả rùa. Chúng sẵn sàng ăn cả những gì con người đáp cho, và một lượng các đồ vật bất thường đã được ghi nhận trong thức ăn của chúng. Trong thời kỳ đói kém, bồ nông chân hồng ăn thịt cả mòng biển và vịt. Những con mòng bể bị giữ chìm dưới nước cho chết trước khi chúng ăn từ phần đầu trở xuống. Bồ nông cũng cướp thức ăn của những con chim khác.

## Quan hệ với con người

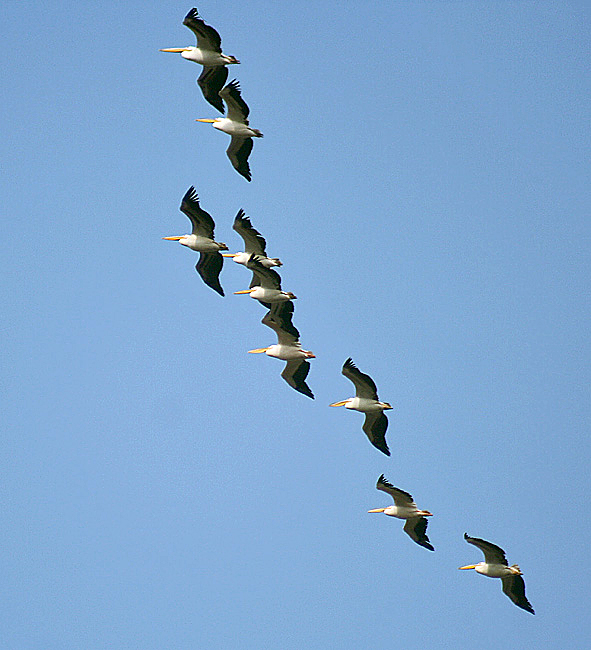
Bồ nông đang bay

Ngày nay, do việc đánh bắt cá thái quá tại nhiều nơi, nên bồ nông chân hồng buộc phải di chuyển những khoảng cách lớn để tìm thức ăn. Bồ nông chân hồng bị săn bắt vì nhiều lý do. Túi của chúng được sử dụng làm túi đựng thuốc lá, da bị thuộc để làm da thuộc, phân của chúng dùng làm phân bón, còn mỡ bồ nông non được dùng trong y học cổ truyền tại Trung Quốc và Ấn Độ. Sự can thiệp của con người, sự mất đi môi trường kiếm ăn và khu vực sinh sản, cùng ô nhiễm tất cả đều góp phần vào sự suy giảm quần thể bồ nông chân hồng.
Bồ nông chân hồng là một trong số các loài mà Hiệp định về Bảo tồn Thủy điểu di trú Á Âu-Phi (Agreement on the Conservation of African-Eurasian Migratory Waterbirds - AEWA) được áp dụng. Bồ nông chân hồng được phân loại là ít quan tâm trong Sách đỏ IUCN 2006 và được liệt kê trong các Phụ lục I và II của Công ước về các loài di trú. Nó cũng được liệt kê trong Phụ lục II của Công ước Berne về Bảo tồn Sự sống hoang dã châu Âu và môi trường sống tự nhiên và trong Phụ lục I của Chỉ thị về chim của EC.